# Лука Кальдірола
Лука Кальдірола (італ. Luca Caldirola, нар. 1 лютого 1991, Дезіо) — італійський футболіст, захисник клубу «Монца».

## Клубна кар'єра
Народився 1 лютого 1991 року в місті Дезіо. Розпочав займатись футболом в клубі «Басе 96», з якого 1999 року перейшов в академію «Інтернаціонале», де пройшов усі вікові щаблі, вигравши національний чемпіонат юніорів (U-15) у 2006 році, на чемпіонаті U-17 в 2008 і турнір Віареджо в тому ж 2008 році з молодіжною командою, у складі якої також був капітаном. З 2008 року залучався до тренувань з першою командою і навіть виходив на поле в товариських іграх, але в офіційному матчі за першу команду так і не зіграв.
29 червня 2010 року був відданий в оренду на сезон у нідерландський «Вітесс», взявши участь в 11 матчах чемпіонату. 
По завершенні оренди Лука повернувся в «Інтер» і почав тренування з першою командою. 30 червня 2011 року половину прав на гравця отримала «Чезена» в рамках угоди по переходу Юто Нагатомо в зворотньому напрямку. Однак Кальдірола залишився грати за «Інтернаціонале» і був включений в заявку першої команди. Дебютував в офіційному матчі за «Інтер» 7 грудня в матчі останнього туру групового етапу Ліги чемпіонів проти московського ЦСКА (1:2), замінивши по перерві Крістіана Ківу на позиції лівого захисника. Цей матч так і залишився єдиним для Луки у футболці «Інтера»
4 січня 2012 року був відданий в оренду «Брешії» з Серії В, зігравши до кінця року у 19 матчах чемпіонату.
22 червня «Інтер» і «Чезена» 2012 року погодились на продовження співволодіння, але цього разу футболіст став виступати за «Чезену», зігравши до кінця року 18 матчів в Серії В, після чого 11 січня 2013 року був знову відданий в оренду «Брешії».
У червні 2013 року «Інтернаціонале» повернув собі усі права на футболіста і відразу продав його у німецький «Вердер» за 2,5 млн. євро. 15 липня 2015 року Кальдірола був відданий в оренду на один рік в клуб «Дармштадт 98», по завершенні якого повернувся у «Вердер». За наступні два з половиною роки лише шість разів виходив на поле в офіційних іграх бременської команди.
30 січня 2019 року повернувся на батьківщину, уклавши на правах вільного агента контракт з друголіговим «Беневенто». В сезоні 2019/20, провівши 33 матчі у Серії B, допоміг команді повернутися до елітного італійського дивізіону.

## Виступи за збірні
2006 року дебютував у складі юнацької збірної Італії, взяв участь у 38 іграх на юнацькому рівні, відзначившись одним забитим голом.
2010 року залучався до складу молодіжної збірної Італії. У 2013 році він як капітан італійської молодіжки взяв участь у чемпіонаті Європи серед молодіжних команд, де завоював срібні медалі, поступившись у фіналі збірній Іспанії (2:4). На молодіжному рівні зіграв у 32 офіційних матчах, забив 2 голи.

## Статистика виступів

### Статистика клубних виступів
| Сезон                      | Команда                    | Чемпіонат                  | Чемпіонат | Чемпіонат | Національний кубок | Національний кубок | Національний кубок | Континентальні кубки | Континентальні кубки | Континентальні кубки | Інші змагання | Інші змагання | Інші змагання | Усього | Усього |
| Сезон                      | Команда                    | Ліга                       | Ігор      | Голів     | Ліга               | Ігор               | Голів              | Ліга                 | Ігор                 | Голів                | Ліга          | Ігор          | Голів         | Ігор   | Голів  |
| -------------------------- | -------------------------- | -------------------------- | --------- | --------- | ------------------ | ------------------ | ------------------ | -------------------- | -------------------- | -------------------- | ------------- | ------------- | ------------- | ------ | ------ |
| 2010–11                    | «Вітесс»                   | E                          | 11        | 0         | КН                 | 0                  | 0                  | -                    | -                    | -                    | -             | -             | -             | 11     | 0      |
| 2011–12                    | «Інтернаціонале»           | A                          | 0         | 0         | КІ                 | 0                  | 0                  | ЛЧ                   | 1                    | 0                    | СІ            | 0             | 0             | 1      | 0      |
| Усього за «Інтернаціонале» | Усього за «Інтернаціонале» | Усього за «Інтернаціонале» | 0         | 0         |                    | 0                  | 0                  |                      | 1                    | 0                    |               | 0             | 0             | 1      | 0      |
| 2011–12                    | «Брешія»                   | B                          | 19        | 0         | КІ                 | -                  | -                  | -                    | -                    | -                    | -             | -             | -             | 19     | 0      |
| 2012–13                    | «Чезена»                   | B                          | 18        | 0         | КІ                 | 1                  | 0                  | -                    | -                    | -                    | -             | -             | -             | 19     | 0      |
| 2012–13                    | «Брешія»                   | B                          | 18+1      | 0         | КІ                 | -                  | -                  | -                    | -                    | -                    | -             | -             | -             | 19     | 0      |
| Усього за «Брешію»         | Усього за «Брешію»         | Усього за «Брешію»         | 37+1      | 0         |                    | -                  | -                  |                      | -                    | -                    |               | -             | -             | 38     | 0      |
| 2013–14                    | «Вердер»                   | БЛ                         | 33        | 0         | КН                 | 1                  | 0                  | -                    | -                    | -                    | -             | -             | -             | 34     | 0      |
| 2014–15                    | «Вердер»                   | БЛ                         | 7         | 1         | КН                 | 1                  | 0                  | -                    | -                    | -                    | -             | -             | -             | 8      | 1      |
| Усього за «Вердер»         | Усього за «Вердер»         | Усього за «Вердер»         | 40        | 1         |                    | 2                  | 0                  |                      | -                    | -                    |               | -             | -             | 42     | 1      |
| 2015–16                    | «Дармштадт 98»             | БЛ                         | 34        | 0         | КН                 | 2                  | 0                  | -                    | -                    | -                    | -             | -             | -             | 36     | 0      |
| 2016–17                    | «Вердер»                   | БЛ                         | 5         | 0         | КН                 | 0                  | 0                  | -                    | -                    | -                    | -             | -             | -             | 5      | 0      |
| 2017–18                    | «Вердер»                   | БЛ                         | 1         | 0         | КН                 | 0                  | 0                  | -                    | -                    | -                    | -             | -             | -             | 1      | 0      |
| 2018-січ. 2019             | «Вердер»                   | БЛ                         | 0         | 0         | КН                 | 0                  | 0                  | -                    | -                    | -                    | -             | -             | -             | 0      | 0      |
| Усього за «Вердер»         | Усього за «Вердер»         | Усього за «Вердер»         | 46        | 1         |                    | 2                  | 0                  |                      | -                    | -                    |               | -             | -             | 48     | 1      |
| січ.-черв. 2019            | «Беневенто»                | B                          | 14+2      | 3         | КІ                 | 0                  | 0                  | -                    | -                    | -                    | -             | -             | -             | 16     | 3      |
| 2019–20                    | «Беневенто»                | B                          | 33        | 3         | КІ                 | 1                  | 0                  | -                    | -                    | -                    | -             | -             | -             | 34     | 3      |
| 2020–21                    | «Беневенто»                | A                          | 2         | 2         | КІ                 | -                  | -                  | -                    | -                    | -                    | -             | -             | -             | 2      | 2      |
| Усього за «Беневенто»      | Усього за «Беневенто»      | Усього за «Беневенто»      | 49+2      | 8         |                    | 1                  | 0                  |                      | -                    | -                    |               | -             | -             | 52     | 8      |
| Усього за кар'єру          | Усього за кар'єру          | Усього за кар'єру          | 197+3     | 9         |                    | 6                  | 0                  |                      | 1                    | 0                    |               | 0             | 0             | 207    | 9      |